# Spingler Building
El Spingler Building (también Edificio Springler o 5 Union Square West ) es un edificio románico de ocho pisos en 5–9 Union Square West, entre las calles 14 y 15, en el vecindario Union Square de Manhattan, Ciudad de Nueva York. Construido en 1897 por William H. Hume & Son, reemplazó un edificio de cinco pisos del mismo nombre, que se incendió en 1892. El edificio Spingler ocupa un lote en forma de L que rodea el número 15 de Union Square West hacia el norte, y también está adyacente al Lincoln Building hacia el sur.

## Historia

### Sitio y estructuras anteriores
El sitio del edificio Spingler fue inicialmente parte de una granja propiedad de Henry Spingler (o Springler). Union Square se estableció por primera vez en el Plan de los Comisionados de 1811, se expandió en 1832 y luego se convirtió en un parque público en 1839. La finalización del parque llevó a la construcción de mansiones a su alrededor, que fueron reemplazadas en gran parte por empresas comerciales después de la Guerra de Secesión.   A pesar de esto, las familias Spingler y Van Buren continuaron siendo propietarias de la tierra debajo del lado occidental de Union Square hasta 1958, arrendándola a varias personas.  El Instituto Spingler para Damas Jóvenes, fundado en 1843, estuvo ubicado en 5 Union Square West desde 1848 hasta c. 1861, momento en el que se convirtió en el Hotel Spingler. El hotel operó desde 1864 hasta aproximadamente 1878. 

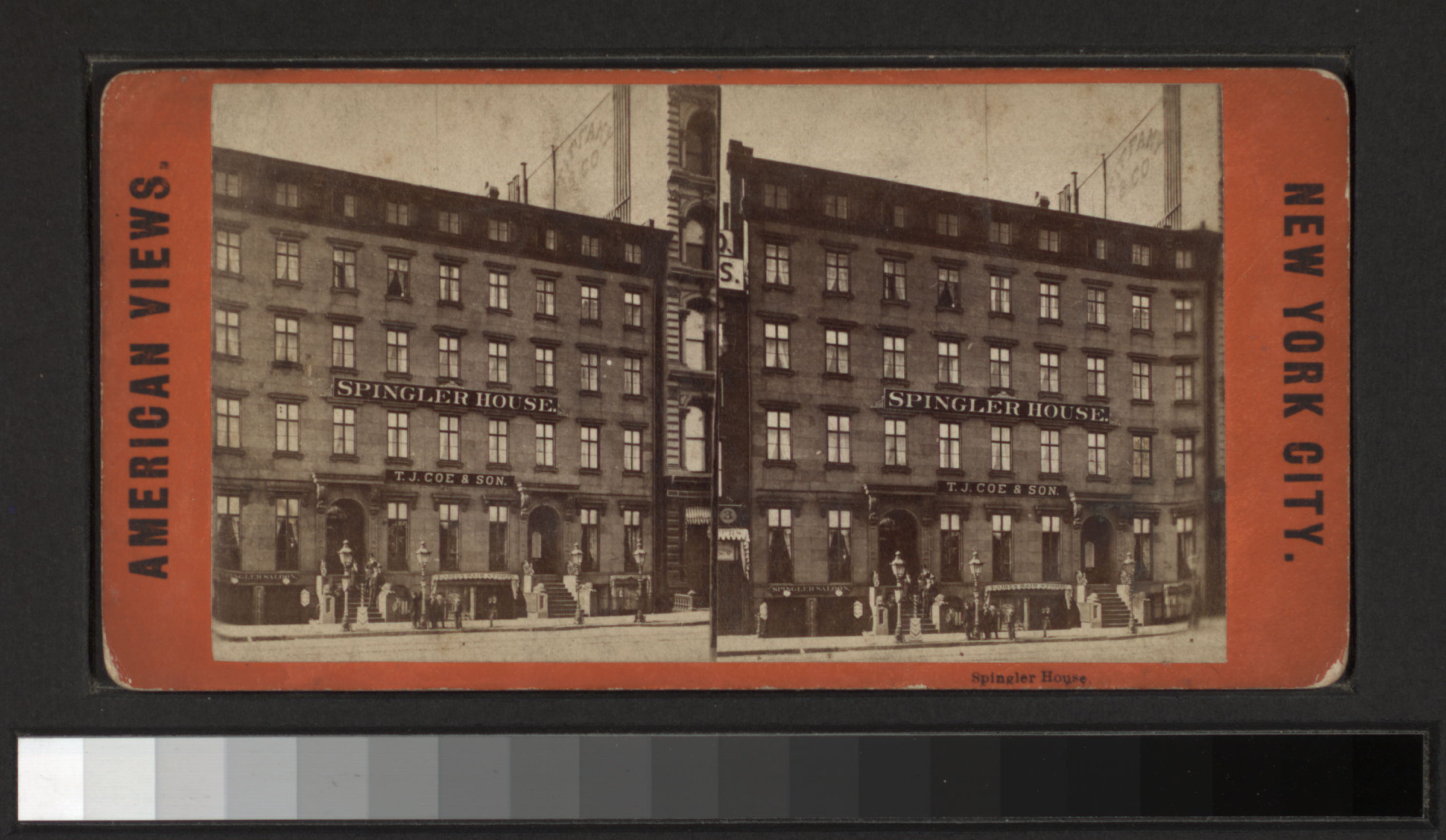
Vista estereoscópica de Spingler House

A finales de la década de 1870, los avances tecnológicos en la tecnología de ascensores y la estructura de acero permitieron la construcción de edificios de oficinas más altos. El edificio Spingler original, un loft de cinco pisos y una estructura comercial en el sitio del hotel, se completó en 1878 a un costo de 115 000. El edificio Spingler era una estructura en forma de "L" que envolvía el edificio de Tiffany & Co. en 15 Union Square West al noreste, con una profundidad de 61 m en Union Square West, a lo largo de su fachada este, y 21,3 m en la calle 15 hacia el norte. La estructura albergaba la librería Brentano. En ese momento, The New York Times dijo: "la manzana ahora está ocupada por edificios uniformes [...] el frente es de hierro, imponente en apariencia, y las tiendas y lofts son de primera clase".  En 1892, la estructura se quemó en un incendio que destruyó todo debajo del segundo piso, pero solo causó daños menores a sus vecinos: el edificio Lincoln (al sur) y 15 Union Square West.  Las paredes carbonizadas del antiguo edificio permanecieron en pie durante varios años.

### Edificio moderno
El 17 de julio de 1895, James L. Libby & Son alquilaron 5–9 Union Square West, así como la adyacente 20 East 15th Street. El sitio de construcción en forma de "L" cubría aproximadamente 1300 m² y era aproximadamente la misma que la del antiguo edificio. En este sitio, Libby & Son planeaba construir un edificio de piedra caliza, ladrillo y terracota de ocho pisos. La estructura iba a ser diseñada por William H. Hume & Son. La limpieza del terreno comenzó cuatro días después, momento en el que The New York Times informó que la estructura estaría terminada en mayo de 1896 Sin embargo, el nuevo Edificio Spingler no se completó hasta algún momento antes de marzo de 1897, cuando Libby & Son publicó anuncios en el New-York Tribune que indicaban que el edificio tenía "las mejores tiendas y los lofts más ligeros de la ciudad".

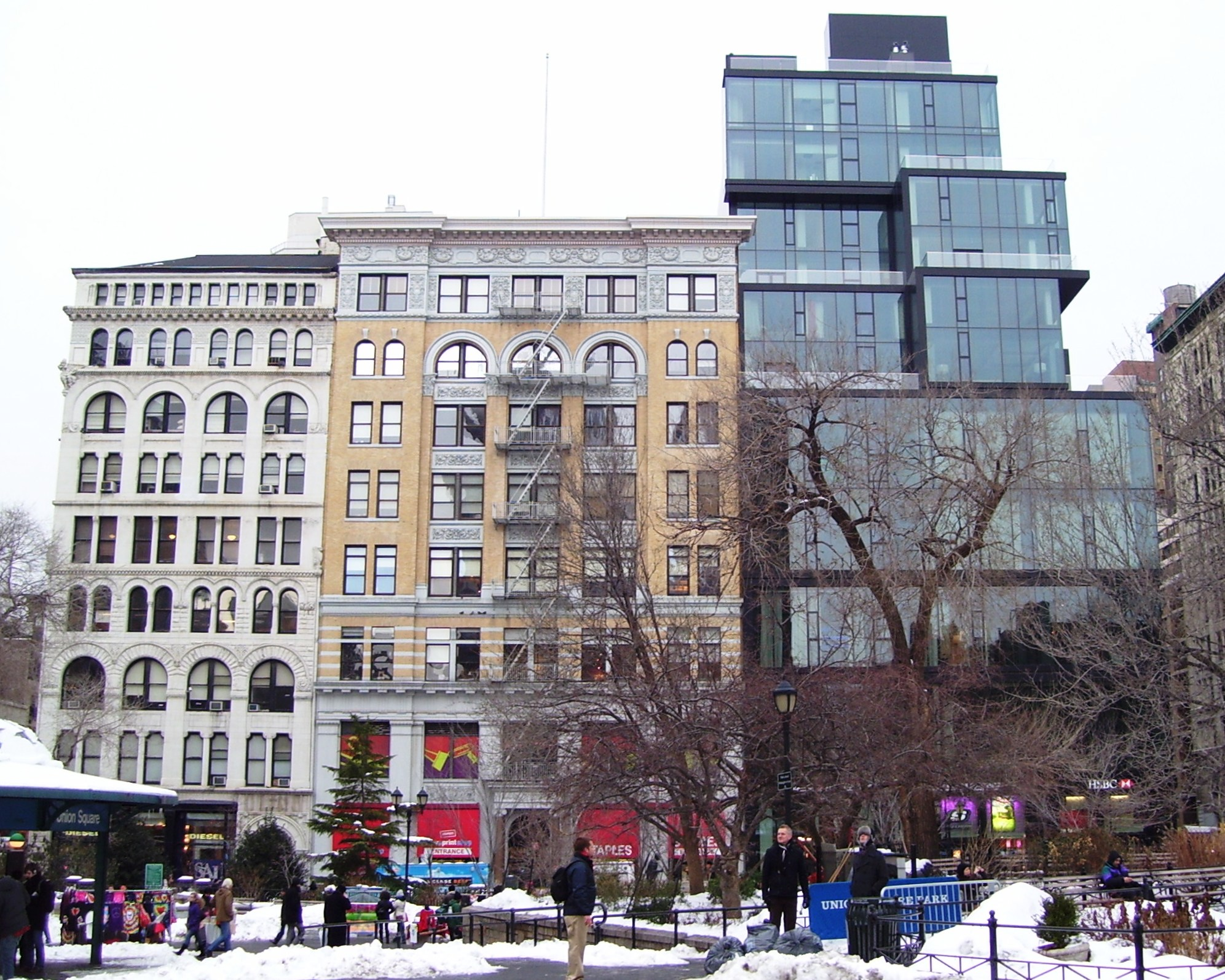
Visto desde Union Square. De izquierda a derecha: Edificio Lincoln, Edificio Springler, 15 Union Square West.

El edificio Spingler fue diseñado para múltiples usos, que incluyen "tiendas, salas de exposición, empresas de fabricación y lofts industriales", y se dirigió en particular al creciente comercio de prendas de vestir de Union Square. Entre los primeros inquilinos del edificio Spingler se encontraban los sombrereros Cluett, Coon & Co., quienes se informó que se habían mudado al edificio en una edición de agosto de 1897 de la revista American Hatter. En 1901, parte del espacio del nivel superior fue arrendado a Mark Aronson, cuya empresa fabricaba capas y trajes. Esto fue seguido en 1906 por Henry Hart de Metropolitan Life Insurance Company,  aunque Hart parece haberse mudado al año siguiente. Una de las tiendas de la planta baja fue ocupada en 1910 por Cleveland Faucet Company. Además de la firma de Aronson, otras empresas de confección parecen haber ocupado el edificio Spingler a principios del siglo XX,  incluida la London Button Company. En la década de 1970, las guitarras de cuerdas de nailon también se vendían allí, tengo una, eran guitarras fabricadas en Finlandia y vendidas en 5 Union Square como importaciones, Alfred Roldan NYC
A fines de la década de 1990, la cadena de tiendas de suministros Staples anunció que abriría una ubicación en Union Square West entre las calles 14 y 15, dentro de 1900 m² de espacio en dos plantas. La tienda abrió en febrero de 1997 dentro del edificio Spingler en 5–9 Union Square West, donde todavía se encuentra. Justo antes de la apertura de la tienda, un punto particular de discordia fue la presencia de varios letreros grandes, incluido un letrero iluminado con letras de 1,2 m; cuatro letreros verticales en la fachada de 2,7 m; y un fondo rojo brillante detrás de algunos de los escaparates de las tiendas. El Distrito de Mejoras Comerciales de Union Square había solicitado que Staples redujera el tamaño de estos letreros en enero de 1997, diciendo que los letreros podrían distraer visualmente.  El Departamento de Edificios de la Ciudad de Nueva York aprobó y luego revocó los permisos de los letreros, pero incluso después de que el permiso fue rescindido, Staples erigió los letreros de todos modos,  La disputa resultó en que Staples emitiera una citación para el Tribunal Penal de la Ciudad de Nueva York, ya finales de año, los carteles se habían desmontado.

## Descripción
El edificio Spingler está diseñado en estilo neorrománico con influencias clásicas. Su fachada fue diseñada con secciones de base, fuste y capitel, similares a los componentes de una columna. La fachada de la base de dos pisos es de piedra caliza; el eje de cinco pisos está hecho de ladrillo con detalles de terracota; y el capitel de un piso está hecho de terracota.